# Ranunculus dichotomus
Ranunculus dichotomus là một loài thực vật có hoa trong họ Mao lương. Loài này được Moc. & Sessé ex DC. miêu tả khoa học đầu tiên năm 1818.